# Sint-Stefanuskerk ('s Herenelderen)
De Sint-Stefanuskerk is een kerkgebouw in 's Herenelderen in de Belgische gemeente Tongeren-Borgloon in de provincie Limburg. De kerk ligt aan de noordkant van de Sint-Stefanusstraat met rond zich heen het ommuurde kerkhof. Aan de andere kant van de weg ligt het Kasteel van 's Herenelderen.
Het volledig mergelstenen pseudobasilicale gebouw is opgetrokken in Maasgotische stijl en bestaat uit een ingebouwde westtoren, een driebeukig schip met drie traveeën en een koor met twee rechte traveeën en een driezijdige koorsluiting. Verder bevindt zich aan de zuidzijde van de toren een traptorentje, haaks op de eerste travee van de zuidelijke zijbeuk bevindt zich het portaal, een sacristie in de noordoostelijke hoek tussen het koor en het schip en het orgel tussen de sacristie en de noordkant van het koor, die bereikbaar is via een spiltrap in een traptoren. De gedrongen vierkante toren heeft twee geledingen, een roosvenster in de westgevel, boven het roosvenster een nis met Sint-Michaelbeeldje in neogotische stijl, spitsboogvormige galmgaten en een ingesnoerde naaldspits. De kerk heeft verder zadeldaken en lessenaarsdaken als dakbedekking, steunberen van drie geledingen en bij het koor vier, en geprofileerde spitsboogvensters in mergelsteen met maaswerk. De middenbeuk wordt van de zijbeuken gescheiden door spitsboogarcaden op vrij zware zuilen met bladkapiteel. De begane grond van de toren wordt overwelfd door een kruisribgewelf. Boven het schip is er een overwelving met kruisribgewelven tussen spitsboogvormige gordelbogen op consoles met daaronder op sokkels neogotische beeldjes in neogotische stijl. Boven de rechte traveeën van het koor en de koorsluiting bevinden zich stergewelven. Aan de noordzijde is het koor geopend, met een spitsboog voor het orgel.
De kerk is de parochiekerk van het dorp en is gewijd aan Sint-Stefanus.

## Geschiedenis
In 1261 werd de parochie gesticht door de heren van Elderen.
In de 15e eeuw werd de huidige kerk gebouwd.
In 1899-1900 werd de kerk gerestaureerd onder leiding van architect F. Lohest.

## Grafzerken
In de kerk bevinden zich de grafstenen van o.a.:
- Willem van Hamal (-1279)
- Franciscus van Elderen (1320)
- Egidius van Hamal (1354)
- Arnold van Hamal (1456)
- Willem van Hamal (1494) en echtgenote Margaretha de Merode (1486)
- Anna van Elderen (1533)
- Een gedenksteen van de familie van Renesse met wapenschilden en datering 1715.

## Retabel
Het hoofdaltaar van de kerk bestaat uit een houten retabel uit de zestiende eeuw. Ze werd gemaakt in Antwerpen en stelt verschillende scènes uit het leven van Christus en het Oude Testament uit. De beelden werden gerestaureerd door Bessers in 1900. 

## Reliekschrijn
In het koor van de kerk wordt een vijftiende-eeuws reliekschrijn bewaard. Vooraan is er Johannes de Doper op afgebeeld met een knielende schenker en een wapenschild. Het wapenschild is nog niet geïdentificeerd, maar het verwijst mogelijk naar een Duitse familie. Aan de ene zijkant is de Heilige Hieronymus afgebeeld en op de andere zijde de heilige Agnes en Catharina van Alexandrië. Of het reliekschrijn speciaal voor de kerk werd gemaakt is niet zeker. Het duikt pas een eerste maal op in een beschrijving van 1872. Het is niet uitgesloten dat kasteelheer en verzamelaar Clément de Renesse-Breidbach dit reliekschrijn aan de kerk van 's Herenelderen schonk. Naar aanleiding van Open Monumentendag 2021 werd het reliekschrijn onderzocht en ontsloten met een folder en een audiofragment.